# Pardosa cervina
Pardosa cervina là một loài nhện trong họ Lycosidae.
Loài này thuộc chi Pardosa. Pardosa cervina được Ehrenfried Schenkel-Haas miêu tả năm 1936.